# Porroglossum eduardi
Porroglossum eduardi är en orkidéart som först beskrevs av Heinrich Gustav Reichenbach, och fick sitt nu gällande namn av Herman Royden Sweet. Porroglossum eduardi ingår i släktet Porroglossum och familjen orkidéer. Inga underarter finns listade i Catalogue of Life.